# Campeonato Europeu de Patinação Artística no Gelo de 1993
O Campeonato Europeu de Patinação Artística no Gelo de 1993 foi a octogésima quinta edição do Campeonato Europeu de Patinação Artística no Gelo, um evento anual de patinação artística no gelo organizado pela União Internacional de Patinação (em inglês:  International Skating Union) onde os patinadores artísticos competem pelo título de campeão europeu. A competição foi disputada entre os dias 12 de janeiro e 17 de janeiro, na cidade de Helsinque, Finlândia.

## Eventos
- Individual masculino
- Individual feminino
- Duplas
- Dança no gelo

## Medalhistas
| Evento                        | Ouro                                     | Prata                                   | Bronze                                    |
| Individual masculino detalhes | Dmitri Dmitrenko · Ucrânia               | Philippe Candeloro · França             | Éric Millot · França                      |
| Individual feminino detalhes  | Surya Bonaly · França                    | Oksana Baiul · Ucrânia                  | Marina Kielmann · Alemanha                |
| Duplas detalhes               | Marina Eltsova · Andrei Bushkov · Rússia | Mandy Wötzel · Ingo Steuer · Alemanha   | Evgenia Shishkova · Vadim Naumov · Rússia |
| Dança no gelo detalhes        | Maya Usova · Alexander Zhulin · Rússia   | Oksana Grishuk · Evgeni Platov · Rússia | Susanna Rahkamo · Petri Kokko · Finlândia |

## Resultados

### Individual masculino
| Pos.                                                  | Nome                 | Nacionalidade    | Pontos | PC | PL |
| ----------------------------------------------------- | -------------------- | ---------------- | ------ | -- | -- |
| Medalha de ouro                                       | Dmitri Dmitrenko     | Ucrânia          | 3.5    | 1  | 3  |
| Medalha de prata                                      | Philippe Candeloro   | França           | 4.0    | 6  | 1  |
| Medalha de bronze                                     | Éric Millot          | França           | 5.5    | 7  | 2  |
| 4                                                     | Konstantin Kostin    | Letônia          | 6.5    | 5  | 4  |
| 5                                                     | Alexei Urmanov       | Rússia           | 8.0    | 4  | 6  |
| 6                                                     | Michael Tyllesen     | Dinamarca        | 9.0    | 8  | 5  |
| 7                                                     | Oleg Tataurov        | Rússia           | 9.5    | 3  | 8  |
| 8                                                     | Oula Jääskeläinen    | Finlândia        | 10.0   | 2  | 9  |
| 9                                                     | Steven Cousins       | Reino Unido      | 11.5   | 9  | 7  |
| 10                                                    | Ronny Winkler        | Alemanha         | 15.0   | 10 | 10 |
| 11                                                    | Henrik Walentin      | Dinamarca        | 18.0   | 14 | 11 |
| 12                                                    | Roman Ekimov         | Rússia           | 19.0   | 12 | 13 |
| 13                                                    | Jaroslav Suchý       | República Tcheca | 19.5   | 15 | 12 |
| 14                                                    | John Martin          | Reino Unido      | 19.5   | 11 | 14 |
| 15                                                    | Gilberto Viadana     | Itália           | 24.5   | 19 | 15 |
| 16                                                    | Bessarion Tsintsadze | Geórgia          | 25.0   | 18 | 16 |
| 17                                                    | Robert Grzegorczyk   | Polônia          | 25.5   | 13 | 19 |
| 18                                                    | Daniel Peinado       | Espanha          | 26.0   | 16 | 18 |
| 19                                                    | Jan Erik Digernes    | Noruega          | 27.0   | 20 | 17 |
| 20                                                    | Szabolcs Vidrai      | Hungria          | 29.5   | 17 | 21 |
| 21                                                    | Rastislav Vnucko     | República Tcheca | 31.0   | 22 | 20 |
| 22                                                    | Alexander Mourashko  | Bielorrússia     | 33.5   | 23 | 22 |
| 23                                                    | Tomislav Cizmesija   | Croácia          | 33.5   | 21 | 23 |
| WD                                                    | Cornel Gheorghe      | Romênia          |        | 24 |    |
| Não avançaram para a patinação livre / programa longo |                      |                  |        |    |    |
| 25                                                    | Marek Sząszor        | Polônia          |        | 25 |    |
| 26                                                    | Ivan Dinev           | Bulgária         |        | 26 |    |
| 27                                                    | Florian Tuma         | Áustria          |        | 27 |    |
| 28                                                    | Nicolas Binz         | Suíça            |        | 28 |    |
| 29                                                    | Raimo Reinsalu       | Estônia          |        | 29 |    |

### Individual feminino
| Pos.              | Nome               | Nacionalidade    | Pontos} | PC | PL |
| ----------------- | ------------------ | ---------------- | ------- | -- | -- |
| Medalha de ouro   | Surya Bonaly       | França           | 1.5     | 1  | 1  |
| Medalha de prata  | Oksana Baiul       | Ucrânia          | 3.5     | 3  | 2  |
| Medalha de bronze | Marina Kielmann    | Alemanha         | 4.0     | 2  | 3  |
| 4                 | Tanja Szewczenko   | Alemanha         | 6.0     | 4  | 4  |
| 5                 | Maria Butyrskaya   | Rússia           | 7.5     | 5  | 5  |
| 6                 | Krisztina Czakó    | Hungria          | 9.0     | 6  | 6  |
| 7                 | Zuzanna Szwed      | Polônia          | 11.0    | 8  | 7  |
| 8                 | Alice Sue Claeys   | Bélgica          | 12.5    | 7  | 9  |
| 9                 | Marie-Pierre Leray | França           | 14.5    | 13 | 8  |
| 10                | Simone Lang        | Alemanha         | 14.5    | 9  | 10 |
| 11                | Lenka Kulovaná     | República Tcheca | 18.0    | 12 | 12 |
| 12                | Olga Markova       | Rússia           | 19.0    | 10 | 14 |
| 13                | Alma Lepina        | Letônia          | 20.5    | 11 | 15 |
| 14                | Nathalie Krieg     | Suíça            | 21.0    | 20 | 11 |
| 15                | Anna Rechnio       | Polônia          | 22.0    | 18 | 13 |
| 16                | Irena Zemanová     | República Tcheca | 25.0    | 14 | 18 |
| 17                | Victoria Dimitrova | Bulgária         | 25.5    | 19 | 16 |
| 18                | Mojca Kopač        | Eslovênia        | 25.5    | 17 | 17 |
| 19                | Charlene von Saher | Reino Unido      | 26.5    | 15 | 19 |
| 20                | Christina Mauri    | Itália           | 31.5    | 23 | 20 |
| 21                | Kaisa Kella        | Finlândia        | 33.0    | 24 | 21 |
| 22                | Marion Krijgsman   | Países Baixos    | 33.0    | 22 | 22 |
| 23                | Olga Vassiljeva    | Estônia          | 35.5    | 25 | 23 |
| WD                | Laetitia Hubert    | França           |         |    |    |
| WD                | Anisette Torp-Lind | Dinamarca        |         |    |    |

### Duplas
| Pos.              | Nome                                    | Nacionalidade    | Pontos | PC | PL |
| ----------------- | --------------------------------------- | ---------------- | ------ | -- | -- |
| Medalha de ouro   | Marina Eltsova / Andrei Bushkov         | Rússia           | 2.0    | 2  | 1  |
| Medalha de prata  | Mandy Wötzel / Ingo Steuer              | Alemanha         | 3.5    | 3  | 2  |
| Medalha de bronze | Evgenia Shishkova / Vadim Naumov        | Rússia           | 4.5    | 1  | 4  |
| 4                 | Radka Kovaříková / René Novotný         | República Tcheca | 5.5    | 5  | 3  |
| 5                 | Peggy Schwarz / Alexander König         | Alemanha         | 7.0    | 4  | 5  |
| 6                 | Leslie Monod / Cédric Monod             | Suíça            | 9.0    | 6  | 6  |
| 7                 | Elena Tobiash / Sergei Smirnov          | Rússia           | 10.5   | 7  | 7  |
| 8                 | Elena Berezhnaya / Oleg Shliakhov       | Letônia          | 12.0   | 8  | 8  |
| 9                 | Beata Zielińska / Mariusz Siudek        | Polônia          | 14.0   | 10 | 9  |
| 10                | Svetlana Pristav / Viacheslav Tkachenko | Ucrânia          | 14.5   | 9  | 10 |
| 11                | Jekaterina Silnitzkaja / Marno Kreft    | Alemanha         | 16.5   | 11 | 11 |
| 12                | Jackie Soames / John Jenkins            | Reino Unido      | 18.0   | 12 | 12 |
| 13                | Victoria Pearce / Clive Shorten         | Reino Unido      | 20.5   | 15 | 13 |
| 14                | Sarah Abitbol / Stéphane Bernadis       | França           | 20.5   | 13 | 14 |
| 15                | Elena Grigoreva / Serghei Sheiko        | Bielorrússia     | 22.0   | 14 | 15 |

### Dança no gelo
| Pos.              | Nome                                    | Nacionalidade    | Pontos | DC1 | DC2 | DO | DL |
| ----------------- | --------------------------------------- | ---------------- | ------ | --- | --- | -- | -- |
| Medalha de ouro   | Maya Usova / Alexander Zhulin           | Rússia           | 2.0    | 1   | 1   | 1  | 12 |
| Medalha de prata  | Oksana Grishuk / Evgeni Platov          | Rússia           | 4.0    | 2   | 2   | 2  | 23 |
| Medalha de bronze | Susanna Rahkamo / Petri Kokko           | Finlândia        | 6.0    | 3   | 3   | 3  | 3  |
| 4                 | Anjelika Krylova / Vladimir Fedorov     | Rússia           | 8.4    | 5   | 5   | 4  | 4  |
| 5                 | Stefania Calegari / Pasquale Camerlengo | Itália           | 10.6   | 4   | 4   | 5  | 6  |
| 6                 | Sophie Moniotte / Pascal Lavanchy       | França           | 11.0   | 6   | 6   | 6  | 5  |
| 7                 | Irina Romanova / Igor Yaroshenko        | Ucrânia          | 14.0   | 7   | 7   | 7  | 7  |
| 8                 | Kateřina Mrázová / Martin Šimeček       | República Tcheca | 16.4   | 9   | 9   | 8  | 8  |
| 9                 | Tatiana Navka / Samuel Gezolian         | Bielorrússia     | 17.6   | 8   | 8   | 9  | 9  |
| 10                | Jennifer Goolsbee / Hendryk Schamberger | Alemanha         | 20.0   | 10  | 10  | 10 | 10 |
| 11                | Margarita Drobiazko / Povilas Vanagas   | Lituânia         | 22.0   | 11  | 11  | 11 | 11 |
| 12                | Marika Humphreys / Justin Lanning       | Reino Unido      | 24.2   | 12  | 13  | 12 | 12 |
| 13                | Irina Le Bed / Alexandre Piton          | França           | 27.0   | 14  | 12  | 13 | 14 |
| 14                | Agnieszka Domańska / Marcin Głowacki    | Polônia          | 28.8   | 17  | 17  | 15 | 13 |
| 15                | Radmilla Chrobokova / Milan Brzy        | República Tcheca | 28.8   | 13  | 14  | 14 | 15 |
| 16                | Kati Winkler / René Lohse               | Alemanha         | 31.9   | 16  | 15  | 16 | 16 |
| 17                | Barbara Minorini / Andrea Gilardi       | Itália           | 33.4   | 15  | 16  | 17 | 17 |
| 18                | Angelika Führing / Peter Wilczek        | Áustria          | 36.2   | 19  | 18  | 18 | 18 |
| 19                | Diane Gerencser / Alexander Stanislavov | Suíça            | 37.8   | 18  | 19  | 19 | 19 |
| 20                | Enikő Berkes / Szilárd Tóth             | Hungria          | 41.4   | 22  | 20  | 20 | 21 |
| 21                | Noemi Vedres / Endre Szentirmai         | Hungria          | 41.6   | 20  | 22  | 22 | 20 |
| 22                | Albena Denkova / Hristo Nikolov         | Bulgária         | 43.0   | 21  | 21  | 21 | 22 |
| 23                | Jelena Trocenko / Erik Samovish         | Letônia          | 46.0   | 23  | 23  | 23 | 23 |

## Quadro de medalhas
| Ordem | País      | Medalha de ouro | Medalha de prata | Medalha de bronze |    | Ordem por total |
| ----- | --------- | --------------- | ---------------- | ----------------- | -- | --------------- |
| 1     | Rússia    | 2               | 1                | 1                 | 4  | 1               |
| 2     | França    | 1               | 1                | 1                 | 3  | 2               |
| 3     | Ucrânia   | 1               | 1                |                   | 2  | 3               |
| 4     | Alemanha  |                 | 1                | 1                 | 2  | 3               |
| 5     | Finlândia |                 |                  | 1                 | 1  | 5               |
| TOTAL | TOTAL     | 4               | 4                | 4                 | 12 | —               |